# Chapelle Saint-Bernard de Colombes
La chapelle Saint-Bernard, située avenue de l'Europe à Colombes dans les Hauts-de-Seine, est un lieu de culte catholique.

## Histoire
Elle a été construite par l'Œuvre des Chantiers du Cardinal dans les années 1960.

## Description
C'est un bâtiment circulaire dominé par un clocher. À l'intersection de deux cercles emboîtés, un puits de lumière illumine l'autel.

## Paroisse
Elle appartient à la paroisse Sainte-Marie des Vallées.